# 凌霄属
凌霄属是紫葳科的一属，仅含两种：凌霄和厚萼凌霄，地理上间断分布于东亚和北美。凌霄原生中国和日本，广布于黄河和长江流域，岭南也有生长，朝鲜半岛有引入；厚萼凌霄原生于美洲，世界各大洲均有引种。
凌霄属植物皆为攀缘藤本，叶为单数羽状复叶；花大，颜色鲜艳，花冠为漏斗状钟形；果实为蒴果。两种都是作为观赏花卉。凌霄的花和根可以作为中药。
该属由葡萄牙植物学家若昂·德·洛雷罗于1790年设立。